# Bocage

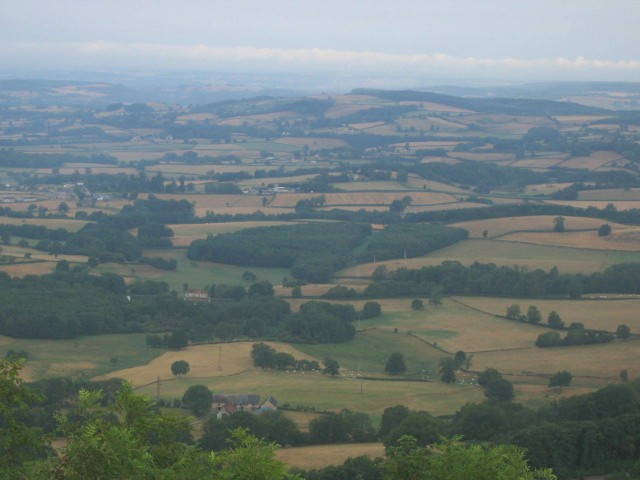
Bocage alrededor de Château-Chinon, en la región del Morvan, en Borgoña, Francia.

El bocage es un paisaje compuesto de pequeñas parcelas irregulares (tierras de cultivo y prados), también llamados bardisas, separadas entre sí por setos vivos, muretes y terraplenes, y por árboles que a menudo bordean los caminos. El bocage es típico de las regiones atlánticas de Europa como Francia (Normandía, Bretaña, Vandea y Boulonnais), Irlanda, Gran Bretaña y España (Galicia, Asturias, Cantabria y País Vasco), encontrándose también de manera abundante en la isla de Menorca (legado de la época británica) y en otras latitudes más septentrionales cercanas al mar del norte, como el sureste de la península de Jutlandia en Dinamarca y gran parte de la región de Schleswig-Holstein en Alemania, así como en amplias regiones del interior de Francia como partes de Borgoña y parte de las regiones montañosas del Macizo Central de los Alpes y de los Pirineos.

## Origen de la palabra
El término bocage (bôqueige en Borgoña, boscatge en el mediodía francés, boscaje en España, bocage en Inglaterra) procede del francés. Este a su vez procede del bajo latín boscus, que dio lugar a bosc en francés antiguo, que significa bosque. Pero la etimología presta a confusión: si bien la palabra bocage, o boscaje, se refería antiguamente a un bosque pequeño (bosquet en francés), el sentido actual se refiere a una construcción humana, una red de setos, más que a un bosque propiamente dicho.

## Historia del bocage

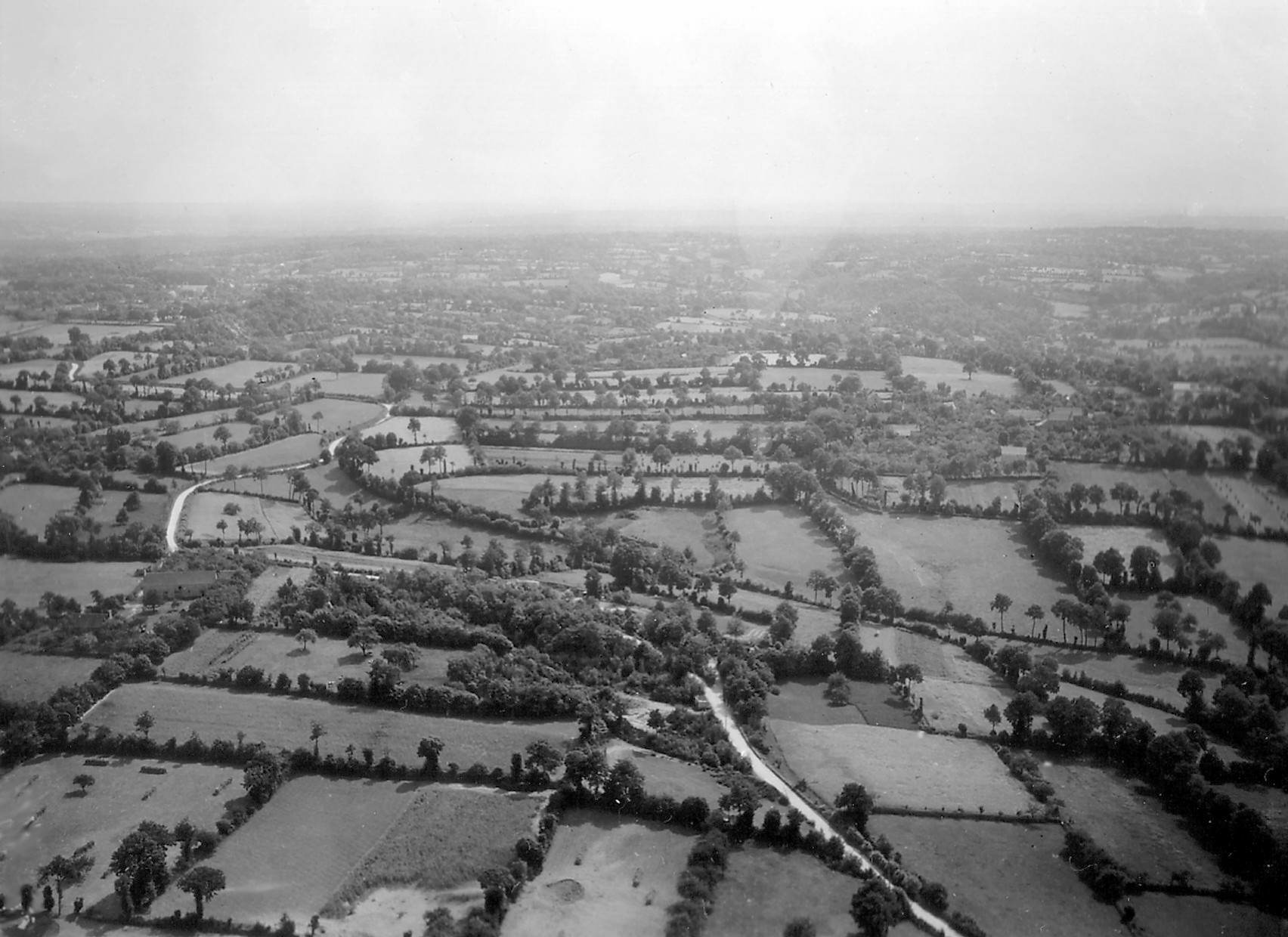
Bocage tradicional en la península de Cotentin, en Normandía, Francia.

En el bocage la población humana está diseminada en granjas aisladas, pueblos pequeños y aldeas. Es el resultado de una parcelación de las tierras en regiones donde tradicionalmente la herencia de las tierras se dividía entre los hijos. El bocage es por lo tanto asociado históricamente con el minifundismo. 
El origen del bocage y su significación sigue siendo objeto de debate. El término surge en la parte occidental de Francia, donde el bocage aparece hacia el siglo X y conoce su máximo desarrollo en la década de 1850. Parece claro que esta estructura agraria supuso en su origen la reafirmación del derecho a la propiedad y a la explotación individual de las parcelas. Durante el siglo XX, y sobre todo a partir de los años 1950, se ha producido un retroceso de este tipo de paisaje debido a las políticas de concentración parcelaria que elimina el vallado y los obstáculos para la introducción de la maquinaria agrícola, y extiende la superficie de las explotaciones para conseguir una mayor rentabilidad comercial de las tierras. La unificación de los propietarios agrícolas es una de las causas del éxodo rural.

## Ventajas ecológicas del bocage

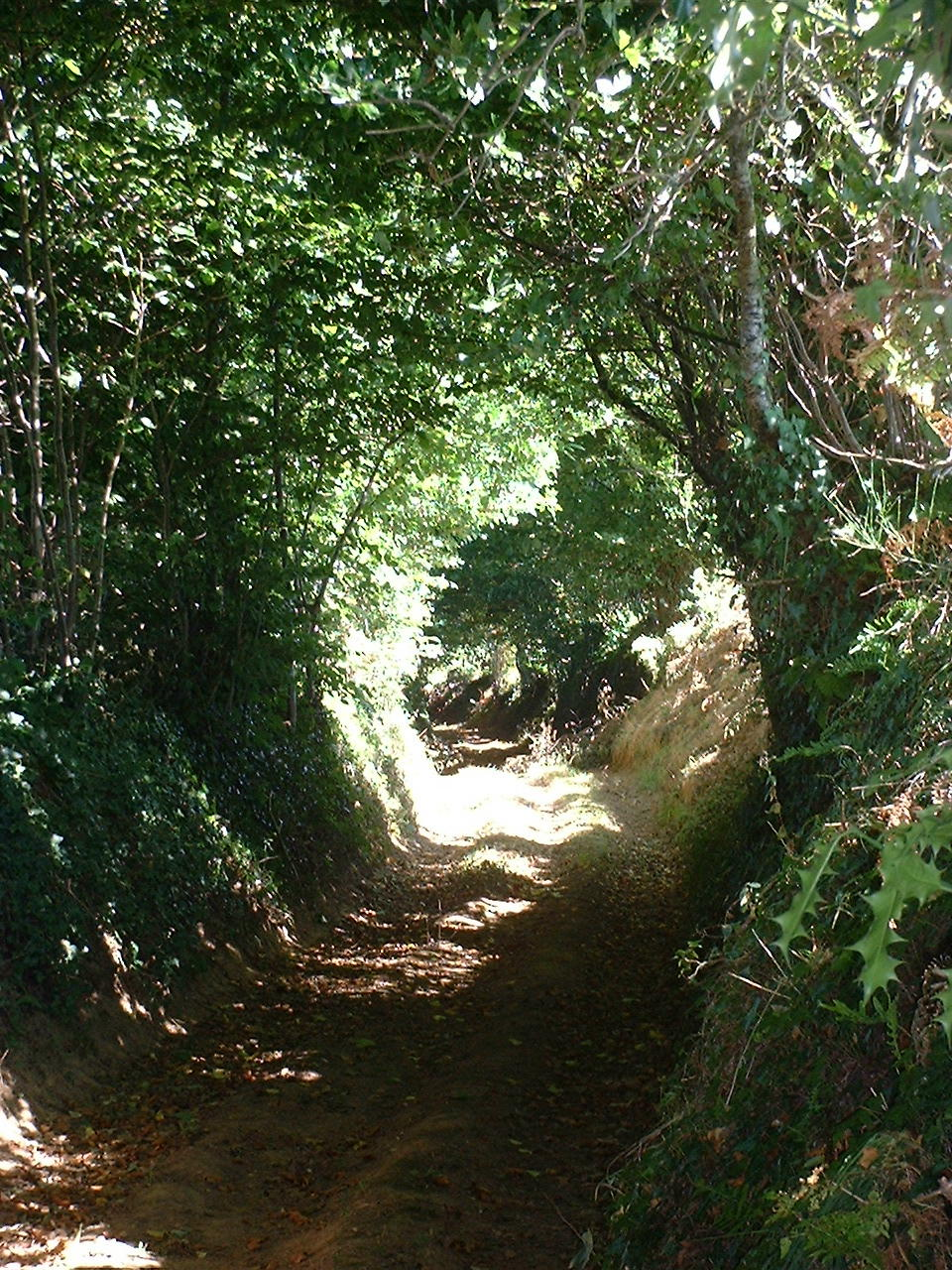
Un camino entre setos en el bocage de Normandía.

El bocage presenta una gran diversidad ecológica, a diferencia de los campos abiertos (Openfield en inglés). El bocage podría considerarse como un bosque lineal, o un bosque residual de los antiguos bosques primitivos. Sirve de hábitat sustitutivo para la flora y las pequeñas especies animales de los bosques desaparecidos. En él se recogen frutas, bayas, setas y la caza es abundante. La densa red de setos favorece por otra parte el tránsito de los animales formando corredores biológicos. Es también un ecosistema con una gran capacidad de resiliencia.
El bocage permite retener el agua y ofrece una mayor resistencia a la erosión de los suelos. En épocas de lluvia, los setos y los muretes impiden que las aguas se escurran arrastrando el suelo fértil, mientras que las cunetas de los caminos sirven para drenar el exceso de agua. En épocas secas, los setos retienen la humedad e hidratan el suelo. Las cortinas de árboles protegen también de los vientos y del exceso de sol en verano.
El bocage es menos susceptible de sufrir plagas de insectos dado que los setos albergan numerosas especies de pequeños animales que se alimentan de ellos y así regulan su presencia. A su vez, las plagas de pequeños roedores son escasas dado que este tipo de paisaje sirve también de refugio a sus predadores.
En los últimos años del siglo XX, se ha observado un deterioro de las condiciones climáticas en regiones donde el bocage tradicional ha sido paulatinamente destruido desde principios de siglo. La gestión del agua se ha visto perturbada, por lo que se piensa que podría ser una de las causas del aumento y agravación de las inundaciones en épocas lluviosas y de la falta de agua en épocas secas. Se observó también una erosión acelerada de los suelos. En algunas regiones francesas, las autoridades locales y nacionales están empezando a subvencionar la reconstrucción del bocage a fin de recuperar sus ecosistemas perdidos, como en el programa Breizh Bocage, con fondos del Fondo Europeo Agrícola de Desarrollo Rural (FEADER), que se implantó en Bretaña entre 2015 y 2020.
El bocage reconstituido artificialmente se denomina a veces neobocage.

## El paisaje de bocage durante la Segunda Guerra Mundial
El bocage es a menudo sinónimo de Normandía, por cubrir la mayor parte de esta provincia. Es conocido que durante los combates en los setos vivos que siguieron el desembarco de las tropas aliadas en Normandía durante la Segunda Guerra Mundial, las frondosas cercas del bocage normando dificultaron enormemente tanto el avance del ejército aliado hacia París como la retirada de las tropas del mariscal alemán Erwin Rommel. Las tropas quedaron enmarañadas en un combate que se libró en este cinturón de densos campos de manzanos y pequeños prados, entrecruzados por una red de setos situados sobre bancales de tierra que ocultaban los caminos, hundidos bajo el nivel de los prados. Esta red de bancales proveía, en definitiva, de trincheras naturales conectadas unas con otras listas para ser usadas por los defensores alemanes. La media era de 14 setos por kilómetro en Normandía, los cuales tenían que ser capturados uno por uno por los aliados.